# Klubowy Puchar Europy w szachach (2006)
2006 – dwudziesty drugi sezon Klubowego Pucharu Europy w szachach. Rozgrywki odbyły się w Fügen w dniach 8–14 października 2006 roku. Tytuł obronił rosyjski Tomsk-400.

## Format rozgrywek
Turniej odbywał się systemem szwajcarskim na dystansie siedmiu rund. W przypadku identycznej liczby punktów decydowała łączna liczba punktów uzyskanych przez zawodników, a przy dalszej równości – system Buchholza.

## Uczestnicy
W nawiasie podano średni ranking Elo. Źródło: OlimpBase

- Butrinti Saranda (1680)
- Hilsmark Kingfisher (2434)
- Slough Sharks Chess Team (2168)
- Bank King Erywań (2601)
- ASVÖ Wulkaprodersdorf (2428)
- SK Hohenems (2409)
- SK Jenbach (2450)
- Styria Graz (2339)
- CREC Charleroi (2384)
- KSK 47 Eynatten (2497)
- KSK Rochade Eupen-Kelmis (2387)
- Wieśninka-Gran Mińsk (2521)
- ŠK Široki Brijeg (2461)
- Bauset Pardubice (2537)
- Brønshøj SF (2315)
- SK1968 (2278)
- Belfast Chess Club (1750)
- Istogu Istok (1978)
- KSH Prishtina (1973)
- Joensuun SK (2329)
- Matinkylän SK (2314)
- CE Monte-Carlo (2049)
- Clichy-Echecs 92 (2604)
- Gros XT (2566)
- HMC Calder (2350)
- Leidsch SG (2338)[3]
- Galway Chess Club (1525)
- Kilkenny Chess Club (2001)
- Skákdeild Hauka (2173)
- Taflfélag Reykjavíkur (2433)
- Taflfélagið Hellir (2362)
- Ashdod City Club (2623)
- Beer Sheva Chess Club (2550)
- NSEL30 Wilno (2421)
- Vilnius Chess School (2265)
- CE Dudelange (2311)
- De Sprénger Echternach (2207)
- Alkaloid Skopje (2560)
- SF Berlin 1903 (2420)
- SG 1868 Aljechin Solingen (2429)
- Werder Brema (2593)
- Asker SK (2307)
- Oslo SS (2338)
- Elara Czeboksary (2697)
- Ładja Kazań (2618)
- Tomsk-400 (2662)
- TPS Sarańsk (2652)
- Urał Jekaterynburg (2706)
- SF Reichenstein (2463)
- SG Zürich (2490)
- SV Wollishofen (2399)
- Sollentuna SK (2455)
- Cardiff Chess Club (2300)
- Nidum Liberals (1797)
- Zalaegerszegi Csuti-Hydrocomp SK (2435)
- Obiettivo Risarcimento Padova (2307)

## Rozgrywki

### Runda 1
Źródło: OlimpBase
8 października 2006
| Urał Jekaterynburg – SV Wollishofen 5:1                |
| KSK Rochade Eupen-Kelmis – Elara Czeboksary 1:5        |
| Tomsk-400 – CREC Charleroi 5½:½                        |
| Taflfélagið Hellir – TPS Sarańsk ½:5½                  |
| Ashdod City Club – HMC Calder 5:1                      |
| Leidsch SG – Ładja Kazań ½:5½                          |
| Clichy-Echecs 92 – Joensuun SK 5:1                     |
| Styria Graz – Bank King Erywań 0:6                     |
| Werder Brema – Oslo SS 5½:½                            |
| Gros XT – Brønshøj SF 5:1                              |
| Asker SK – Alkaloid Skopje 1:5                         |
| Matinkylän SK – Beer Sheva Chess Club ½:5½             |
| Bauset Pardubice – Obiettivo Risarcimento Padova 4½:1½ |
| CE Dudelange – Wieśninka-Gran Mińsk 1½:4½              |
| KSK 47 Eynatten – Cardiff Chess Club 5:1               |
| SK1968 – SG Zürich ½:5½                                |
| SF Reichenstein – Vilnius Chess School 6:0             |
| ŠK Široki Brijeg – Slough Sharks Chess Team 5:1        |
| De Sprénger Echternach – Sollentuna SK 0:6             |
| Skákdeild Hauka – SK Jenbach 1:5                       |
| SG 1868 Aljechin Solingen – CE Monte-Carlo 4:2         |
| Zalaegerszegi Csuti-Hydrocomp SK – Nidum Liberals 5:1  |
| Kilkenny Chess Club – Hilsmark Kingfisher 2:4          |
| KSH Prishtina – Taflfélag Reykjavíkur 2:4              |
| ASVÖ Wulkaprodersdorf – Istogu Istok 5½:½              |
| NSEL30 Wilno – Butrinti Saranda 5:1                    |
| Belfast Chess Club – SF Berlin 1903 0:6                |
| Galway Chess Club – SK Hohenems ½:5½                   |

### Runda 2
Źródło: OlimpBase
9 października 2006
| SG Zürich – Urał Jekaterynburg 1½:4½                           |
| Elara Czeboksary – KSK 47 Eynatten 4½:1½                       |
| Sollentuna SK – Tomsk-400 1:5                                  |
| TPS Sarańsk – SF Reichenstein 4½:1½                            |
| SK Jenbach – Ashdod City Club ½:5½                             |
| Ładja Kazań – ŠK Široki Brijeg 3½:2½                           |
| Hilsmark Kingfisher – Clichy-Echecs 92 1½:4½                   |
| Bank King Erywań – SG 1868 Aljechin Solingen 3½:2½             |
| Taflfélag Reykjavíkur – Werder Brema 1:5                       |
| SF Berlin 1903 – Gros XT 1:5                                   |
| Alkaloid Skopje – ASVÖ Wulkaprodersdorf 4½:1½                  |
| Beer Sheva Chess Club – Zalaegerszegi Csuti-Hydrocomp SK 4½:1½ |
| SK Hohenems – Bauset Pardubice 1:5                             |
| Wieśninka-Gran Mińsk – NSEL30 Wilno 5½:½                       |
| SV Wollishofen – SK1968 4:2                                    |
| Cardiff Chess Club – KSK Rochade Eupen-Kelmis 2:4              |
| CREC Charleroi – De Sprénger Echternach 5½:½                   |
| Vilnius Chess School – Taflfélagið Hellir 3½:2½                |
| HMC Calder – Skákdeild Hauka 3:3                               |
| CE Monte-Carlo – Styria Graz 2:4                               |
| Oslo SS – KSH Prishtina 4½:1½                                  |
| Slough Sharks Chess Team – Leidsch SG 2:4                      |
| Joensuun SK – Kilkenny Chess Club 4½:1½                        |
| Brønshøj SF – Belfast Chess Club 5:1                           |
| Istogu Istok – Matinkylän SK 3½:2½                             |
| Butrinti Saranda – CE Dudelange 2:4                            |
| Nidum Liberals – Asker SK 0:6                                  |
| Obiettivo Risarcimento Padova – Galway Chess Club 5½:½         |

### Runda 3
Źródło: OlimpBase
10 października 2006
| Urał Jekaterynburg – Bank King Erywań 3:3                 |
| Werder Brema – Elara Czeboksary 2½:3½                     |
| Tomsk-400 – Alkaloid Skopje 4:2                           |
| Gros XT – TPS Sarańsk 3½:2½                               |
| Ashdod City Club – Beer Sheva Chess Club 3:3              |
| Bauset Pardubice – Ładja Kazań 1½:4½                      |
| Clichy-Echecs 92 – Wieśninka-Gran Mińsk 4:2               |
| KSK 47 Eynatten – SK Hohenems 4:2                         |
| SV Wollishofen – SG Zürich 3½:2½                          |
| SF Reichenstein – CREC Charleroi 3½:2½                    |
| ŠK Široki Brijeg – Oslo SS 4:2                            |
| KSK Rochade Eupen-Kelmis – Sollentuna SK ½:5½             |
| Styria Graz – SK Jenbach 1½:4½                            |
| SG 1868 Aljechin Solingen – Joensuun SK 5½:½              |
| Zalaegerszegi Csuti-Hydrocomp SK – Brønshøj SF 5:1        |
| Leidsch SG – Hilsmark Kingfisher 2:4                      |
| CE Dudelange – Taflfélag Reykjavíkur 2:4                  |
| ASVÖ Wulkaprodersdorf – Obiettivo Risarcimento Padova 5:1 |
| NSEL30 Wilno – Vilnius Chess School 4½:1½                 |
| Asker SK – SF Berlin 1903 1½:4½                           |
| Skákdeild Hauka – Istogu Istok 2:4                        |
| Taflfélagið Hellir – HMC Calder 4:2                       |
| Matinkylän SK – Kilkenny Chess Club 4½:1½                 |
| KSH Prishtina – Cardiff Chess Club 3:3                    |
| SK1968 – Nidum Liberals 4:2                               |
| De Sprénger Echternach – Butrinti Saranda 2:4             |
| Belfast Chess Club – Slough Sharks Chess Team 1½:4½       |
| Galway Chess Club – CE Monte-Carlo 2½:3½                  |

### Runda 4
Źródło: OlimpBase
11 października 2006
| Elara Czeboksary – Clichy-Echecs 92 3½:2½                      |
| Ładja Kazań – Tomsk-400 3:3                                    |
| Bank King Erywań – Gros XT 4:2                                 |
| Beer Sheva Chess Club – Urał Jekaterynburg 2:4                 |
| TPS Sarańsk – Ashdod City Club 2:4                             |
| SG 1868 Aljechin Solingen – Werder Brema 1:5                   |
| Alkaloid Skopje – Zalaegerszegi Csuti-Hydrocomp SK 4½:1½       |
| Hilsmark Kingfisher – Bauset Pardubice 1½:4½                   |
| Wieśninka-Gran Mińsk – ASVÖ Wulkaprodersdorf 5:1               |
| Taflfélag Reykjavíkur – KSK 47 Eynatten 2:4                    |
| SF Berlin 1903 – SF Reichenstein 2½:3½                         |
| Istogu Istok – ŠK Široki Brijeg 1½:4½                          |
| Sollentuna SK – NSEL30 Wilno 4:2                               |
| SK Jenbach – SV Wollishofen 3:3                                |
| SG Zürich – Brønshøj SF 5:1                                    |
| SK Hohenems – Matinkylän SK 4:2                                |
| Obiettivo Risarcimento Padova – KSK Rochade Eupen-Kelmis 4½:1½ |
| CREC Charleroi – CE Dudelange 2½:3½                            |
| Slough Sharks Chess Team – Taflfélagið Hellir 1½:4½            |
| Vilnius Chess School – Styria Graz 3½:2½                       |
| Oslo SS – Asker SK 4:2                                         |
| CE Monte-Carlo – Leidsch SG 0:6                                |
| Joensuun SK – SK1968 4:2                                       |
| Butrinti Saranda – Skákdeild Hauka 1:5                         |
| HMC Calder – KSH Prishtina 4½:1½                               |
| Cardiff Chess Club – De Sprénger Echternach 2:4                |
| Kilkenny Chess Club – Belfast Chess Club 5:1                   |
| Nidum Liberals – Galway Chess Club 4:2                         |

### Runda 5
Źródło: OlimpBase
12 października 2006
| Urał Jekaterynburg – Elara Czeboksary 3½:2½        |
| Tomsk-400 – Bank King Erywań 3:3                   |
| Ashdod City Club – Ładja Kazań 2½:3½               |
| Clichy-Echecs 92 – Gros XT 3½:2½                   |
| Werder Brema – SF Reichenstein 3:3                 |
| ŠK Široki Brijeg – Alkaloid Skopje 2½:3½           |
| Bauset Pardubice – Sollentuna SK 5:1               |
| KSK 47 Eynatten – Wieśninka-Gran Mińsk 4:2         |
| SV Wollishofen – Beer Sheva Chess Club 3:3         |
| CE Dudelange – SK Jenbach 2:4                      |
| Vilnius Chess School – TPS Sarańsk 1:5             |
| Istogu Istok – SG Zürich 0:6                       |
| Zalaegerszegi Csuti-Hydrocomp SK – Oslo SS 3:3     |
| Hilsmark Kingfisher – SK Hohenems 4:2              |
| ASVÖ Wulkaprodersdorf – Taflfélag Reykjavíkur 1:5  |
| NSEL30 Wilno – Obiettivo Risarcimento Padova 4:2   |
| Joensuun SK – SF Berlin 1903 1½:4½                 |
| Leidsch SG – Taflfélagið Hellir 1½:4½              |
| HMC Calder – SG 1868 Aljechin Solingen 1:5         |
| Brønshøj SF – Skákdeild Hauka 3½:2½                |
| KSK Rochade Eupen-Kelmis – Kilkenny Chess Club 5:1 |
| Nidum Liberals – CREC Charleroi 1:5                |
| Matinkylän SK – CE Monte-Carlo 5½:½                |
| Asker SK – De Sprénger Echternach 5½:½             |
| Butrinti Saranda – Slough Sharks Chess Team 2½:3½  |
| Styria Graz – Cardiff Chess Club 3½:2½             |
| SK1968 – KSH Prishtina 3½:2½                       |
| Galway Chess Club – Belfast Chess Club 2½:3½       |

### Runda 6
Źródło: OlimpBase
13 października 2006
| Ładja Kazań – Urał Jekaterynburg 3:3                              |
| Elara Czeboksary – Bauset Pardubice 4:2                           |
| KSK 47 Eynatten – Tomsk-400 0:6                                   |
| Alkaloid Skopje – Clichy-Echecs 92 1½:4½                          |
| Bank King Erywań – Ashdod City Club 2:4                           |
| SK Jenbach – Werder Brema 1:5                                     |
| SF Reichenstein – Beer Sheva Chess Club 2:4                       |
| TPS Sarańsk – SV Wollishofen 5:1                                  |
| Gros XT – Sollentuna SK 4½:1½                                     |
| Taflfélagið Hellir – Wieśninka-Gran Mińsk ½:5½                    |
| SG Zürich – Hilsmark Kingfisher 4:2                               |
| NSEL30 Wilno – ŠK Široki Brijeg 1½:4½                             |
| SF Berlin 1903 – Taflfélag Reykjavíkur 2½:3½                      |
| Oslo SS – SG 1868 Aljechin Solingen 1½:4½                         |
| Slough Sharks Chess Team – Zalaegerszegi Csuti-Hydrocomp SK 1½:4½ |
| SK Hohenems – Joensuun SK 2½:3½                                   |
| KSK Rochade Eupen-Kelmis – CE Dudelange 5:1                       |
| CREC Charleroi – Vilnius Chess School 4½:1½                       |
| Obiettivo Risarcimento Padova – Styria Graz 2½:3½                 |
| SK1968 – Leidsch SG 3½:2½                                         |
| Brønshøj SF – Matinkylän SK 2½:3½                                 |
| Asker SK – Istogu Istok 4½:1½                                     |
| ASVÖ Wulkaprodersdorf – HMC Calder 3½:2½                          |
| Skákdeild Hauka – CE Monte-Carlo 3½:2½                            |
| De Sprénger Echternach – Kilkenny Chess Club 2:4                  |
| Belfast Chess Club – Butrinti Saranda 3½:2½                       |
| KSH Prishtina – Nidum Liberals 5½:½                               |
| Cardiff Chess Club – Galway Chess Club 4½:1½                      |

### Runda 7
Źródło: OlimpBase
14 października 2006
| Tomsk-400 – Elara Czeboksary 3½:2½                     |
| Clichy-Echecs 92 – Ładja Kazań 2½:3½                   |
| Werder Brema – Urał Jekaterynburg 2½:3½                |
| SG 1868 Aljechin Solingen – Ashdod City Club 2½:3½     |
| TPS Sarańsk – KSK 47 Eynatten 5½:½                     |
| ŠK Široki Brijeg – Bank King Erywań 2½:3½              |
| Beer Sheva Chess Club – Gros XT 2:4                    |
| Wieśninka-Gran Mińsk – Alkaloid Skopje 3½:2½           |
| Taflfélag Reykjavíkur – SG Zürich 3½:2½                |
| Bauset Pardubice – SK Jenbach 3½:2½                    |
| Zalaegerszegi Csuti-Hydrocomp SK – SF Reichenstein 2:4 |
| Sollentuna SK – SV Wollishofen 4:2                     |
| Hilsmark Kingfisher – NSEL30 Wilno 2:4                 |
| Taflfélagið Hellir – ASVÖ Wulkaprodersdorf 3:3         |
| Styria Graz – SF Berlin 1903 1½:4½                     |
| Matinkylän SK – KSK Rochade Eupen-Kelmis 2:4           |
| CREC Charleroi – SK1968 2½:3½                          |
| Joensuun SK – Asker SK 3½:2½                           |
| Skákdeild Hauka – Oslo SS 2½:3½                        |
| Belfast Chess Club – SK Hohenems ½:4½                  |
| Leidsch SG – Vilnius Chess School 2½:3½                |
| CE Dudelange – Brønshøj SF 3:3                         |
| Istogu Istok – Obiettivo Risarcimento Padova 4:2       |
| Kilkenny Chess Club – Slough Sharks Chess Team 2:4     |
| HMC Calder – Cardiff Chess Club 4:2                    |
| CE Monte-Carlo – KSH Prishtina 1:5                     |
| Butrinti Saranda – Nidum Liberals 3½:2½                |
| Galway Chess Club – De Sprénger Echternach ½:5½        |

## Klasyfikacja
Źródło: OlimpBase
| Msc | Zespół                           | M | W | R | P | Pkt |
| --- | -------------------------------- | - | - | - | - | --- |
| 1   | Tomsk-400                        | 7 | 5 | 2 | 0 | 12  |
| 2   | Ładja Kazań                      | 7 | 5 | 2 | 0 | 12  |
| 3   | Urał Jekaterynburg               | 7 | 5 | 2 | 0 | 12  |
| 4   | Ashdod City Club                 | 7 | 5 | 1 | 1 | 11  |
| 5   | TPS Sarańsk                      | 7 | 5 | 0 | 2 | 10  |
| 6   | Wieśninka-Gran Mińsk             | 7 | 5 | 0 | 2 | 10  |
| 7   | Gros XT                          | 7 | 5 | 0 | 2 | 10  |
| 8   | Clichy-Echecs 92                 | 7 | 5 | 0 | 2 | 10  |
| 9   | Bauset Pardubice                 | 7 | 5 | 0 | 2 | 10  |
| 10  | Elara Czeboksary                 | 7 | 5 | 0 | 2 | 10  |
| 11  | Bank King Erywań                 | 7 | 4 | 2 | 1 | 10  |
| 12  | Taflfélag Reykjavíkur            | 7 | 5 | 0 | 2 | 10  |
| 13  | Werder Brema                     | 7 | 4 | 1 | 2 | 9   |
| 14  | SF Reichenstein                  | 7 | 4 | 1 | 2 | 9   |
| 15  | SG Zürich                        | 7 | 4 | 0 | 3 | 8   |
| 16  | ŠK Široki Brijeg                 | 7 | 4 | 0 | 3 | 8   |
| 17  | SF Berlin 1903                   | 7 | 4 | 0 | 3 | 8   |
| 18  | SG 1868 Aljechin Solingen        | 7 | 4 | 0 | 3 | 8   |
| 19  | Beer Sheva Chess Club            | 7 | 3 | 2 | 3 | 8   |
| 20  | Alkaloid Skopje                  | 7 | 4 | 0 | 3 | 8   |
| 21  | Sollentuna SK                    | 7 | 4 | 0 | 3 | 8   |
| 22  | NSEL30 Wilno                     | 7 | 4 | 0 | 3 | 8   |
| 23  | KSK Rochade Eupen-Kelmis         | 7 | 4 | 0 | 3 | 8   |
| 24  | KSK 47 Eynatten                  | 7 | 4 | 0 | 3 | 8   |
| 25  | SK1968                           | 7 | 4 | 0 | 3 | 8   |
| 26  | Joensuun SK                      | 7 | 4 | 0 | 3 | 8   |
| 27  | Zalaegerszegi Csuti-Hydrocomp SK | 7 | 3 | 1 | 3 | 7   |
| 28  | SK Jenbach                       | 7 | 3 | 1 | 3 | 7   |
| 29  | ASVÖ Wulkaprodersdorf            | 7 | 3 | 1 | 3 | 7   |
| 30  | Taflfélagið Hellir               | 7 | 3 | 1 | 3 | 7   |
| 31  | Oslo SS                          | 7 | 3 | 1 | 3 | 7   |
| 32  | Asker SK                         | 7 | 3 | 0 | 4 | 6   |
| 33  | CREC Charleroi                   | 7 | 3 | 0 | 4 | 6   |
| 34  | SK Hohenems                      | 7 | 3 | 0 | 4 | 6   |
| 35  | Matinkylän SK                    | 7 | 3 | 0 | 4 | 6   |
| 36  | Hilsmark Kingfisher              | 7 | 3 | 0 | 4 | 6   |
| 37  | Slough Sharks Chess Team         | 7 | 3 | 0 | 4 | 6   |
| 38  | SV Wollishofen                   | 7 | 2 | 2 | 3 | 6   |
| 39  | Styria Graz                      | 7 | 3 | 0 | 4 | 6   |
| 40  | Istogu Istok                     | 7 | 3 | 0 | 4 | 6   |
| 41  | Vilnius Chess School             | 7 | 3 | 0 | 4 | 6   |
| 42  | KSH Prishtina                    | 7 | 2 | 1 | 4 | 5   |
| 43  | Skákdeild Hauka                  | 7 | 2 | 1 | 4 | 5   |
| 44  | HMC Calder                       | 7 | 2 | 1 | 4 | 5   |
| 45  | CE Dudelange                     | 7 | 2 | 1 | 4 | 5   |
| 46  | Brønshøj SF                      | 7 | 2 | 1 | 4 | 5   |
| 47  | Obiettivo Risarcimento Padova    | 7 | 2 | 0 | 5 | 4   |
| 48  | Leidsch SG                       | 7 | 2 | 0 | 5 | 4   |
| 49  | Kilkenny Chess Club              | 7 | 2 | 0 | 5 | 4   |
| 50  | Butrinti Saranda                 | 7 | 2 | 0 | 5 | 4   |
| 51  | De Sprénger Echternach           | 7 | 2 | 0 | 5 | 4   |
| 52  | Belfast Chess Club               | 7 | 2 | 0 | 5 | 4   |
| 53  | Cardiff Chess Club               | 7 | 1 | 1 | 5 | 3   |
| 54  | CE Monte-Carlo                   | 7 | 1 | 0 | 6 | 2   |
| 55  | Nidum Liberals                   | 7 | 1 | 0 | 6 | 2   |
| 56  | Galway Chess Club                | 7 | 0 | 0 | 7 | 0   |